# Ваља Маре (Горж)
Ваља Маре (рум. Valea Mare) насеље је у Румунији у округу Горж у општини Рунку. Oпштина се налази на надморској висини од 344 m.

## Становништво
Према подацима из 2002. године у насељу је живело 940 становника, од којих су сви румунске националности.